# لنج‌سازی بندر کنگ
لنج‌سازی بندر کنگ واقع در بندر کنگ از نقاط دیدنی استان هرمزگان در جنوب ایران است.
استادکاران در این منطقه به ساختن لنج‌های بزرگ مشغولند.
این لنج‌ها به بسیاری از کشورهای حاشیه خلیج فارس و بندرهای کشورهای آفریقایی، من جمله مومباسا و زنگبار و نیز هندوستان در دوران گذشته ونیز حالا رفت و آمد دارند.